# Hinterzimmer
Hinterzimmer beschreibt einen Raum oder ein Zimmer innerhalb eines Gebäudes. Hinter bezieht sich dabei auf die Lage des Raumes im Anschluss an andere „Vorderzimmer“, das heißt unmittelbar zugängliche Räumlichkeiten (beispielsweise hinter dem Gastraum, hinter dem Haus (in einem Schuppen oder ähnlich), im Hinterhaus oder gar im Keller). Das Hinterzimmer ist oft weniger repräsentativ als die vorderen Räume und wird dann synonym zu Nebenzimmer gebraucht.

## Übertragene Bedeutung
Der Begriff beschreibt oft keinen physischen Raum, sondern wird sinnbildlich verwendet: im künstlerischen Kontext gleichbedeutend mit avantgardistischen Aktivitäten, an der Grenze zur Subkultur gekennzeichnet. Beispielsweise im Buchtitel Die Wiener Free-Jazz-Avantgarde: Revolution im Hinterzimmer (Andreas Felber, 2005).

## Zweck
Aus dem englischsprachigen Raum kommt die Bedeutung „Ort für (illegale) Handlungen und Absprachen“. Da „back rooms“ (Hinterzimmer) oft nur einem begrenzten Personenkreis zugänglich sind, beschreibt der englische Terminus auch einen Ort, wo Handlungen außerhalb der Öffentlichkeit stattfinden, sprich klandestine (heimliche) Absprachen. Der Anglizismus wird von den Medien in dieser Bedeutung hauptsächlich im politischen Kontext verwendet.

## Zitate
„Wer politische Gegensätze durch Kungelei im Hinterzimmer lösen will, schadet dem Vertrauen in unsere Demokratie.“